# Zbiór Hintikki
Zbiór Hintikki (ang. Hintikka set) to maksymalnie wysycony (ang. saturated) zbiór generowany przez pewien niesprzeczny zbiór formuł logicznych.
Zbiór taki:
- nie zawiera jednocześnie {\displaystyle x} i {\displaystyle \neg x} (wystarczy postawić ten warunek dla literałów, ponieważ rozszerza się on automatycznie na inne formuły)
- jest wysycony, czyli dla każdej formuły zawiera też:
  - dla każdego {\displaystyle p\land q} zawiera {\displaystyle p} i {\displaystyle q}
    - lub też ogólniej dla każdego koniunkcyjnego operatora binarnego {\displaystyle \alpha } zawiera {\displaystyle \alpha _{1}} i {\displaystyle \alpha _{2}}

  - dla każdego {\displaystyle p\lor q} zawiera {\displaystyle p} lub {\displaystyle q} (lub też oba)
    - lub też ogólniej dla każdego dysjunkcyjnego operatora binarnego {\displaystyle \beta } zawiera {\displaystyle \beta _{1}} lub {\displaystyle \beta _{2}}

  - dla każdego {\displaystyle \neg \neg x} zawiera {\displaystyle x}
  - dla każdego {\displaystyle \forall x.\phi (x)} zawiera wszystkie formuły powstałe przez podstawienie dowolnych formuł pod {\displaystyle x} w {\displaystyle \phi (x)}
    - dla każdego {\displaystyle \neg \exists x.\phi (x)} zawiera wszystkie formuły powstałe przez podstawienie dowolnych formuł pod {\displaystyle x} w {\displaystyle \neg \phi (x)}

  - dla każdego {\displaystyle \exists x.\phi (x)} zawiera przynajmniej jedną formułę powstałą przez podstawienie pewnej formuły pod {\displaystyle x} w {\displaystyle \phi (x)}
    - dla każdego {\displaystyle \neg \forall x.\phi (x)} zawiera przynajmniej jedną formułę powstałą przez podstawienie pewnej formuły pod {\displaystyle x} w {\displaystyle \neg \phi (x)}

  - podobnie dla wszystkich innych reguł rozpatrywanej logiki.

Jak widać, o ile dla formuł rachunku zdań zbiór Hintikki będzie skończony, to niekoniecznie będzie to miało miejsce dla formuł
rachunku predykatów rzędu pierwszego i wyższych, gdyż kwantyfikator ogólny generuje nieskończoną ilość formuł.
Tworzenie zbioru Hintikki jest działaniem niedeterministycznym (widząc {\displaystyle p\lor q} nie wiemy czy należy dodać {\displaystyle p} czy też {\displaystyle q,} widząc {\displaystyle \exists x.\phi (x)} mamy nieskończoną liczbę możliwości), więc jest to twór raczej teoretyczny niż stosowany w informatyce.
Twierdzenie Hintikki (ang. Hintikka’s lemma) mówi, że jeśli istnieje zbiór Hintikki zawierający dane formuły, to istnieje też model, który je spełnia.

## Dowód twierdzenia Hintikki dla rachunku zdań
Niech głębokość formuły {\displaystyle d(x)} wynosi 0 dla zmiennych zdaniowych,
dla innych formuł natomiast:
{\displaystyle d(\neg \neg x)=1+d(x)}
{\displaystyle d(\alpha )=1+\max(d(\alpha _{1}),d(\alpha _{1}))}
{\displaystyle d(\beta )=1+\max(d(\beta _{1}),d(\beta _{1})).}
Przeprowadzimy teraz indukcję strukturalną.

Ponieważ każda zmienna zdaniowa występuje tylko negatywnie lub tylko pozytywnie, możemy ustalić w modelu takie wartościowanie zmiennych zdaniowych, które nie przeczy żadnej formule o głębokości 0.
Jeśli model można znaleźć dla wszystkich formuł o głębokości {\displaystyle n,} to można go znaleźć również dla formuł o głębokości {\displaystyle n+1.} Rozważmy więc dowolną formułę o głębokości {\displaystyle n+1,} zaś wraz z nią następujące przypadki:
- jeśli formułą tą jest {\displaystyle \neg \neg x,} to {\displaystyle x} należy do zbioru i ma głębokość {\displaystyle n.} Ponieważ mają one równe wartości dla każdego wartościowania, więc spełniona jest również {\displaystyle \neg \neg x.}
- jeśli formułą tą jest {\displaystyle \alpha ,} to zarówno {\displaystyle \alpha _{1},} jak i {\displaystyle \alpha _{2}} mają głębokość co najwyżej {\displaystyle n} i należą do zbioru Hintikki. Ponieważ zarówno {\displaystyle \alpha _{1},} jak i {\displaystyle \alpha _{2}} są spełnione, spełniona jest też {\displaystyle \alpha .}
- jeśli formułą tą jest {\displaystyle \beta ,} to albo {\displaystyle \beta _{1}} albo {\displaystyle \beta _{2}} o głębokości równej co najwyżej {\displaystyle n} należą do zbioru Hintikki. Ponieważ która z nich należy do zbioru i jest spełniona, więc spełniona jest też formuła {\displaystyle \beta .}

Tak więc formuła dowolnej głębokości ze zbioru Hintikki jest spełniona przez nasz model, co kończy dowód.